# Реза-Махале (Келачай)
Реза-Махале (перс. رضامحله) — село в Ірані, у дегестані Бі-Балан, у бахші Келачай, шагрестані Рудсар остану Ґілян. За даними перепису 2006 року, його населення становило 941 особу, що проживали у складі 272 сімей.

## Клімат
Середня річна температура становить 15,32°C, середня максимальна – 28,95°C, а середня мінімальна – 1,59°C. Середня річна кількість опадів – 1114 мм.
| Клімат поселення                              | Клімат поселення | Клімат поселення | Клімат поселення | Клімат поселення | Клімат поселення | Клімат поселення | Клімат поселення | Клімат поселення | Клімат поселення | Клімат поселення | Клімат поселення | Клімат поселення | Клімат поселення |
| Показник                                      | Січ.             | Лют.             | Бер.             | Квіт.            | Трав.            | Черв.            | Лип.             | Серп.            | Вер.             | Жовт.            | Лист.            | Груд.            |                  |
| Середній максимум, °C                         | 10,88            | 11,06            | 12,68            | 17,24            | 22,19            | 26,71            | 28,95            | 28,88            | 25,89            | 21,82            | 17,25            | 12,92            |                  |
| Середня температура, °C                       | 6,24             | 6,40             | 8,04             | 12,60            | 17,54            | 22,05            | 24,81            | 24,75            | 21,76            | 17,71            | 13,11            | 8,80             |                  |
| Середній мінімум, °C                          | 1,59             | 1,75             | 3,39             | 7,96             | 12,91            | 17,42            | 20,68            | 20,62            | 17,62            | 13,57            | 8,97             | 4,65             |                  |
| Норма опадів, мм                              | 93               | 81               | 80               | 42               | 44               | 37               | 34               | 59               | 137              | 227              | 159              | 121              |                  |
| Середньомісячна швидкість вітру, м/с          | 2.40             | 2.50             | 2.50             | 2.40             | 2.46             | 2.74             | 2.63             | 2.37             | 2.26             | 1.98             | 2.10             | 2.31             |                  |
| Середньомісячна сонячна радіація, кДж/м²·день | 7231             | 9248             | 11191            | 15237            | 19567            | 21328            | 21648            | 18442            | 14981            | 10903            | 8741             | 6874             |                  |
| --------------------------------------------- | ---------------- | ---------------- | ---------------- | ---------------- | ---------------- | ---------------- | ---------------- | ---------------- | ---------------- | ---------------- | ---------------- | ---------------- | ---------------- |
| Джерело:                                      |                  |                  |                  |                  |                  |                  |                  |                  |                  |                  |                  |                  |                  |